# Абрамович, Илья Александрович
Илья́ Алекса́ндрович Абрамо́вич (укр. Ілля Олександрович Абрамович; 14 июня 1930 — 22 февраля 2005) — украинский учёный и инженер в области водоснабжения и водоотведения. Кандидат технических наук (1968), старший научный сотрудник по специальности «водоснабжение и канализация» (1978), профессор кафедры водоснабжения, водоотведения и очистки вод (1987), академик-секретарь Инженерной академии Украины (1992), академик Академии строительства Украины (2001).

## Образование
В 1947 году окончил СОШ № 95 в г. Харькове.
В 1947 году поступил в Харьковский институт инженеров коммунального строительства.
В 1950 году перевелся в Харьковский инженерно-строительный институт (ХИСИ).
В 1954 году окончил ХИСИ по специальности «инженер по водоснабжению и канализации».

## Профессиональная деятельность
С 1954 по 1956 год работает в тресте «Караганда-ПРОМЖИЛСТРОЙ». Занимает должности прораба, старшего прораба, начальника ПТО сантехмонтажного управления.
С 1956 по 1958 год возглавляет группу проектной конторы «Карагандашахтострой».
С 1957 года — ассистент кафедры теоретической механики Карагандинского политехнического института.
С 1958 по 1962 год — начальник очистных сооружений Государственного кожевенного завода им. Ильича в г. Бердичеве.
С 1962 по 1963 год — главный специалист института «Укрводоканалпроект» в г. Киеве.
С 1963 по 1978 год — главный инженер, главный специалист, начальник отдела экспериментального проектирования и исследовательских работ в институте «Укргипрокомунстрой».
С 1978 года — заместитель директора по научной работе в научно-исследовательском и проектном институте «УкркоммунНИИпроект».
С 1987 года — преподаватель кафедры очистки вод и сантехники Харьковского института инженеров коммунального строительства.
С 1991 по 2005 год — директор научно-исследовательского и проектного института «УкркоммунНИИпрогресс».

## Инженерно-исследовательская деятельность
Автор изобретений и инновационных подходов: аэротенка для эффективной биологической очистки дождевых вод, применения метода щитовой проходки для строительства канализационных коллекторов глубокого заложения, объединения бассейнов канализации, проектирования желобов периодического профиля для обогащения угля класса 13-0. Всего 22 изобретения и 16 патентов.
Руководитель проекта харьковской канализации. Участник проектов канализации Донецка, Кривого Рога, Луганска, Макеевки, Полтавы, Москвы, С.-Петербурга.
Ликвидатор последствий аварии на Чернобыльской АЭС. В 1986 году возглавил разработку и строительство станции дезактивации в с. Дитятки, восстановление станции очищения сточных вод в г. Чернобыле.
Автор около 200 научных работ: монографий, учебников, статей.

## Достижения
Под руководством Абрамовича И. А. было реализовано много значимых для жилищно-коммунальной отрасли проектов.
Проложена первая в СССР канализация глубокого заложения (г. Харьков, 60—70-е годы). Метод щитовой проходки, примененный инженером, позволил работать на глубине до 55 м, при этом не разрушать наземные сооружения и не зависеть от погодных условий.
Создана вторая по глубине в Европе и самая большая в Украине Главная насосная станция канализации (г. Харьков, 1974). Ее мощность 1,5 млн м3/сутки заменила 20 маломощных насосных станций и позволила отказаться от двойной и тройной перекачки сточных вод во многих районах города.
Построены первые в СССР первичные и вторичные отстойники «харьковского типа» (Диканевская и Безлюдовская станции биологической очистки, 1964).
Разработан первый в СССР проект централизованного оборотного водоснабжения в масштабах всего города.
Разработан и внедрен аэротенк, получивший широкое применение на большинстве очистительных станций Украины.
Основан Научно-исследовательский институт прогрессивных технологий в коммунальном хозяйстве «УкркоммунНИИпрогресс». Его проекты востребованы в Украине, России, Беларуси, Грузии.

## Почётные звания
- Лауреат премии Совета Министров СССР (1977).
- Заслуженный деятель науки и техники УССР (1989).
- Лауреат премии отраслевого профсоюза (2000).
- Почетный профессор ХНАГХ (2002).
- Почетный гражданин г. Харьков.

## Заслуги, награды и отличия
Медали
- «За доблестный труд» (1970).
- «Ветеран труда» (1985).
- 4 медали ВДНХ — 2 золотых и 2 серебряных.

Почётные грамоты
Почётная грамота Кабинета министров Украины (2000).

## Семья
- Отец — Абрамович Александр Моисеевич (1895—1959). Врач, участник Гражданской и Великой Отечественной войны.
- Мать — Абрамович Розалия Ефремовна (1904—1987). Музыкант.
- Жена — Курина Инна Васильевна (1930).

Дети:
- Абрамович Сергей Ильич (род. 6.05.1951) — директор «УкркоммунНИИпрогресс».
- Абрамович Александр Ильич (род. 13.05.1961) — предприниматель.

Внук:
- Абрамович, Игорь Александрович (род.1984) — бизнесмен и политик.

## Память
Имя Абрамовича И. А. включено в энциклопедию современной Украины Национальной академии наук Украины и Научного общества имени Шевченко.
На административном здании городских очистных сооружений № 1 КП «Харьковводоканал» в честь инженера установлена мемориальная доска.
Памяти Абрамовича И. А. посвящен один из профессиональных конкурсов «Лучший инженер года, рационализатор и специалист в области ЖКХ».